# Dê cổ đen Valais
Dê cổ đen Valais (tiếng Anh:Valais Blackneck, tiếng Đức: Walliser Schwarzhalsziege hoặc Gletschergeiss; Tiếng Pháp: Col Noir du Valais, Chèvre des Glaciers hoặc Race de Viège và tiếng Ý: Vallesana hoặc Vallese) là một giống dê nhà có nguồn gốc từ bang Valais, ở miền nam Thụy Sĩ và các khu vực lân cận của miền bắc Italy. Khu vực có nhiều dê giống này nhất là ở khu vực Visp (Viège). Giống dê hiện diện với số lượng khiêm tốn ở Áo và Đức.
Dê cổ đen Valais có màu sắc đặc biệt, màu đen từ mũi đến sau vai và màu trắng từ đó đến đuôi. Giống dê Bagot Anh có màu tương tự, được cho là có nguồn gốc từ giống dê này, được lấy từ giống được dâng lên cho vua Richard II của Anh thưởng lãm vào năm 1380. Trong khi nó thường được xem là dê Bagot có nguồn gốc từ Dê cổ đen Valais đã được mua lại ở Thụy Sĩ bởi những người thập tự chinh trở về Anh, lý thuyết này đã được khai thác triệt để bởi Werner năm 1978..
Ở Ý, Dê cổ đen Valais được nuôi dưỡng ở các tỉnh Verbania và Vercelli. Nó là một trong bốn mươi ba giống dê gốc Ý phân bố hạn chế được công bố trong đó một cuốn sổ cái đăng ký giống được lưu giữ bởi Associazione Nazionale della Pastorizia, hiệp hội chăn nuôi cừu và dê quốc gia Ý. Vào cuối năm 2013, tổng số con giống dê này là từ 3000 đến 3400 con ở Thụy Sĩ và 191 hoặc 446 con ở Ý. Vào năm 2012 Áo báo cáo có khoảng 100 đến 300 con dê giống này và Đức là 429 con.